# Stade Rennais Football Club 2020-2021
Questa voce raccoglie le informazioni riguardanti lo Stade Rennais Football Club nelle competizioni ufficiali della stagione 2020-2021.

## Maglie e sponsor
Lo sponsor tecnico per la stagione 2020-2021 è Puma.
| Casa | Trasferta | Terza maglia |

## Rosa
| N. |                    | Ruolo | Calciatore          |
| -- | ------------------ | ----- | ------------------- |
| 1  | Francia (bandiera) | P     | Romain Salin        |
| 2  | Francia (bandiera) | D     | Sacha Boey          |
| 3  | Francia (bandiera) | D     | Damien Da Silva     |
| 4  | Francia (bandiera) | D     | Gerzino Nyamsi      |
| 5  | Brasile (bandiera) | D     | Dalbert             |
| 6  | Marocco (bandiera) | D     | Nayef Aguerd        |
| 8  | Francia (bandiera) | C     | Clément Grenier     |
| 9  | Francia (bandiera) | A     | Jordan Siebatcheu   |
| 10 | Francia (bandiera) | C     | Eduardo Camavinga   |
| 11 | Senegal (bandiera) | A     | M'Baye Niang        |
| 12 | Francia (bandiera) | C     | James Lea Siliki    |
| 14 | Francia (bandiera) | C     | Benjamin Bourigeaud |
| 15 | Francia (bandiera) | C     | Steven Nzonzi       |
| 16 | Senegal (bandiera) | P     | Édouard Mendy       |
| 17 | Francia (bandiera) | D     | Faitout Maouassa    |
| 18 | Francia (bandiera) | A     | Serhou Guirassy     |
| 19 | Francia (bandiera) | C     | Yann Gboho          |

| N. |                         | Ruolo | Calciatore          |
| -- | ----------------------- | ----- | ------------------- |
| 20 | Francia (bandiera)      | C     | Flavien Tait        |
| 21 | Francia (bandiera)      | A     | Martin Terrier      |
| 22 | Francia (bandiera)      | A     | Romain Del Castillo |
| 23 | Francia (bandiera)      | C     | Adrien Hunou        |
| 24 | Italia (bandiera)       | D     | Daniele Rugani      |
| 24 | Francia (bandiera)      | D     | Lilian Brassier     |
| 25 | Francia (bandiera)      | A     | Armand Laurienté    |
| 26 | Francia (bandiera)      | D     | Jérémy Gelin        |
| 27 | Mali (bandiera)         | D     | Hamari Traoré       |
| 28 | Francia (bandiera)      | C     | Jonas Martin        |
| 30 | RD del Congo (bandiera) | P     | Pépé Bonet          |
| 31 | Francia (bandiera)      | D     | Adrien Truffert     |
| 32 | Francia (bandiera)      | A     | Lucas Da Cunha      |
| 34 | Francia (bandiera)      | D     | Brandon Soppy       |
| 35 | Francia (bandiera)      | A     | Georginio Rutter    |
| 36 | Francia (bandiera)      | D     | Namakoro Diallo     |
| 43 | Francia (bandiera)      | C     | Hakim El Mokeddem   |

## Risultati

### Ligue 1

#### Girone d'andata
| Arbitro: | Turpin |

|           |           |              |
| Bamba 40’ | Marcatori | 74’ Da Silva |

| Arbitro: | Delajod |

|                                    |           |               |
| Le Tallec 22’ (aut.) Camavinga 77’ | Marcatori | 90+1’ Laborde |

| Arbitro: | Lesage |

|                      |           |                                               |
| Cubas 40’ Ferhat 40’ | Marcatori | 12’, 39’ Guirassy 72’ Aguerd 90+7’ Bourigeaud |

| Arbitro: | Miguelgorry |

|                           |           |                |
| Nzonzi 81’ Truffert 90+1’ | Marcatori | 28’ Ben Yedder |

| Arbitro: | Bastien |

|  |           |                                   |
|  | Marcatori | 33’ Aguerd 53’ Guirassy 89’ Hunou |

| Arbitro: | Batta |

|                           |           |                        |
| Raphinha 24’ Da Silva 37’ | Marcatori | 11’ Abdelhamid 66’ Dia |

| Arbitro: | Dechepy |

|           |           |             |
| Baldé 54’ | Marcatori | 24’ Terrier |

| Arbitro: | Pignard |

|           |           |                        |
| Hunou 18’ | Marcatori | 27’ Boufal 57’ Fulgini |

| Arbitro: | Frappart |

|                         |           |             |
| Da Silva 66’ Aguerd 70’ | Marcatori | 57’ Honorat |

| Arbitro: | Bastien |

|                            |           |  |
| Kean 11’ Di María 21’, 73’ | Marcatori |  |

| Arbitro: | Abed |

|  |           |          |
|  | Marcatori | 36’ Arfa |

| Arbitro: | Millot |

|               |           |           |
| Thomasson 24’ | Marcatori | 60’ Hunou |

| Arbitro: | Hamel |

|  |           |                           |
|  | Marcatori | 28’ Kalimuendo 78’ Ganago |

| Arbitro: | Delerue |

|  |           |           |
|  | Marcatori | 28’ Niang |

| Arbitro: | Turpin |

|                      |           |           |
| Traoré 63’ Hunou 83’ | Marcatori | 24’ Gueye |

| Arbitro: | Wattellier |

|  |           |                                         |
|  | Marcatori | 23’ Da Silva 70’ Bourigeaud 76’ Terrier |

| Arbitro: | Batta |

|             |           |  |
| Grenier 52’ | Marcatori |  |

| Nantes 6 gennaio 2021, ore 19:00 CET 18ª giornata | Nantes  | 0 – 0 | Rennes | Stadio della Beaujoire (0 spett.)\| Arbitro: \| Pignard \| |
| Arbitro:                                          | Pignard |       |        |                                                            |

| Arbitro: | Lesage |

|                            |           |                       |
| Grenier 20’ Bourigeaud 55’ | Marcatori | 79’ Depay 82’ Denayer |

#### Girone di ritorno
| Arbitro: | Buquet |

|            |           |                           |
| Honorat 4’ | Marcatori | 7’ Bourigeaud 77’ Grenier |

| Arbitro: | Wattellier |

|  |           |           |
|  | Marcatori | 16’ David |

| Arbitro: | Pignard |

|              |           |  |
| Cuisance 88’ | Marcatori |  |

| Arbitro: | El Hadj |

|             |           |              |
| Terrier 24’ | Marcatori | 83’ Boisgard |

| Lens 6 febbraio 2021, ore 21:00 CET 24ª giornata | Lens   | 0 – 0 | Rennes | Stadio Bollaert-Delelis (0 spett.)\| Arbitro: \| Stinat \| |
| Arbitro:                                         | Stinat |       |        |                                                            |

| Arbitro: | Batta |

|  |           |                        |
|  | Marcatori | 27’ Bouanga 72’ Nordin |

| Arbitro: | Turpin |

|                   |           |              |
| Mavididi 17’, 27’ | Marcatori | 78’ Guirassy |

| Arbitro: | Hamel |

|             |           |                                |
| Terrier 39’ | Marcatori | 19’ (rig.) Gouiri 58’ Daniliuc |

| Arbitro: | Buquet |

|           |           |  |
| Aouar 74’ | Marcatori |  |

| Arbitro: | Dechepy |

|                |           |  |
| Bourigeaud 25’ | Marcatori |  |

| Arbitro: | Delajod |

|          |           |                                          |
| Yade 89’ | Marcatori | 17’ Doku 37’ (rig.) Terrier 87’ Guirassy |

| Arbitro: | Abed |

|                   |           |                   |
| Dia 60’ Konan 81’ | Marcatori | 75’, 83’ Guirassy |

| Arbitro: | Delerue |

|             |           |  |
| Terrier 52’ | Marcatori |  |

| Arbitro: | Leonard |

|  |           |                                       |
|  | Marcatori | 45+1’ Doku 63’ Terrier 90+1’ Guirassy |

| Arbitro: | Stinat |

|                                                    |           |                  |
| Terrier 15’, 71’ Tait 72’ Nyamsi 81’ Grenier 90+2’ | Marcatori | 9’ (rig.) Benzia |

| Arbitro: | Gautier |

|          |           |  |
| Mara 11’ | Marcatori |  |

| Arbitro: | Buquet |

|              |           |                     |
| Guirassy 70’ | Marcatori | 45+6’ (rig.) Neymar |

| Arbitro: | Bastien |

|                            |           |                   |
| Ben Yedder 16’ Golovin 29’ | Marcatori | 68’ (aut.) Disasi |

| Arbitro: | Delajod |

|                             |           |  |
| Guirassy 24’ Bourigeaud 50’ | Marcatori |  |

### Coppa di Francia
| Arbitro: | Leonard |

|                       |           |              |
| Fulgini 4’ 14’ (rig.) | Marcatori | 53’ Guirassy |

### UEFA Champions League

#### Fase a gironi
| Arbitro: | Sidiropoulos |

|                     |           |             |
| Guirassy 56’ (rig.) | Marcatori | 59’ Ramírez |

| Arbitro: | Çakır |

|             |           |  |
| de Jong 55’ | Marcatori |  |

| Arbitro: | Zwayer |

|                                    |           |  |
| Werner 10’, 41’ (rig.) Abraham 50’ | Marcatori |  |

| Arbitro: | Kuipers |

|              |           |                              |
| Guirassy 85’ | Marcatori | 22’ Hudson-Odoi 90+1’ Giroud |

| Arbitro: | Collum |

|          |           |  |
| Berg 71’ | Marcatori |  |

| Arbitro: | Frankowski |

|                   |           |                                 |
| Rutter 86’ (rig.) | Marcatori | 32’ Koundé 45+2’, 81’ En-Nesyri |